# Comfortina 32
 En Comfortina 32 er en sejlbåd, der blev bygget af Comfortbåtar AS i Arvika (nu Kullavik), Sverige, mellem 1980 og 1998. 
Skroget til Comfortina 32'eren blev designet i 1968 af Kenneth Albinsson, og blev der bygget som Comfort 32 med toprig. Da riggen i 1980 blev lavet om til 7/8-del, fik den hurtig succes på kapsejladsbanerne.
7/8-dels riggen bærer et storsejl på 27 m² størrelse, en genua I på 33 m² og en stor DH-spiler på 75 m² størrelse.
Comfortinaens store bredde og dens køl af bly gør den til en meget stiv båd, der kan bære meget sejlareal. Der blev bygget over 800 både, der stadigt er velsejlende og trods deres alder meget hurtige.
| Længde           | 9,50 m |
| Længde vandlinie | 7,90 m |
| Bredde           | 3,30 m |
| Dybgang          | 1,70 m |
| Skrogvægt        | 4,95 t |
| Lystal           | 1.14   |